# The New Squire
The New Squire è un cortometraggio muto del 1912 diretto da Ashley Miller.

## Trama
Uno squire finge di essere un semplice agricoltore per conquistare una ragazza.

## Produzione
Il film fu prodotto dalla Edison Company.

## Distribuzione
Distribuito dalla General Film Company, il film - un cortometraggio in una bobina - uscì nelle sale cinematografiche statunitensi il 2 dicembre 1912. Nel Regno Unito, venne distribuito l'8 marzo 1913.